# Herman Happonen
Herman Happonen (* 10. Februar 2004) ist ein finnischer Nordischer Kombinierer.

## Werdegang
Happonen startet für den Skisportverein Puijon Hiihtoseura aus Kuopio. Er gab am 7. Februar 2021 sein Debüt im Continental Cup, dem Unterbau zum Weltcup. Bei dem Gundersen-Rennen in Lahti erreichte er den 28. Platz. Erst Mitte Dezember 2022 ging er wieder im Continental Cup an den Start und erreichte dabei an allen drei Wettkampftagen in Ruka die Punkteränge. Im Januar 2023 wurde Happonen erstmals ins finnische Weltcup-Aufgebot nominiert. Er belegte bei seinem Debüt in Otepää den 46. Platz. Bei den Nordischen Junioren-Skiweltmeisterschaften 2023 wurde er im Einzel disqualifiziert.
Die Saison 2023/24 begann Happonen bei der Ruka Tour im Weltcup, platzierte sich aber außerhalb der Top 40. Im weiteren Saisonverlauf starte er vorrangig im Continental Cup, wo er sein bestes Saisonresultat mit Rang 17 in Trondheim erzielte. In der Gesamtwertung belegte er den 33. Platz. Bei den Nordischen Junioren-Skiweltmeisterschaften 2024 in Planica  wurde er gemeinsam mit Nonna Laitinen, Heta Hirvonen und Valtteri Holopainen Sechster im Mixed-Team, im Einzel lief er auf den 16. Platz und im Teamsprint erreichte er gemeinsam mit Valtteri Holopainen den siebten Rang.
Am 1. Februar 2025 erreichte er als Sechster in Lillehammer erstmals die besten Zehn bei einem Continental-Cup-Wettbewerb. Daraufhin wurde er am darauffolgenden Wochenende ins finnische Aufgebot für die Weltcup-Rennen in Otepää berufen. Dort gewann er als 34. im Compact-Wettbewerb erstmals Weltcuppunkte. Anschließend ist Happonen vom Finnischen Skiverband für die Nordischen Skiweltmeisterschaften 2025 in Trondheim nominiert worden. Dort belegte er im Compact-Rennen von der Normalschanze den 33. Platz. Bei den weiteren Wettbewerben wurde er nicht eingesetzt.

## Statistik

### Weltcup-Platzierungen
| Saison  | Platz | Punkte |
| ------- | ----- | ------ |
| 2024/25 | 57.   | 030    |

### Continental-Cup-Platzierungen
| Saison  | Platz | Punkte |
| ------- | ----- | ------ |
| 2020/21 | 83.   | 003    |
| 2022/23 | 49.   | 024    |
| 2023/24 | 33.   | 164    |
| 2024/25 | 23.   | 201    |